# Maskrosbarn
Maskrosbarn är barn som har det svårt hemma men som klarar sig ändå, ungefär som en maskros kan växa upp genom asfalten.
De barn som klarar sig trots alla svårigheter har i engelskspråkig facklitteratur benämnts "superkids", "stress-resilient" eller "invulnerables". På svenska har de i litteraturen förutom maskrosbarn, även kallats "osårbara barn" eller "stressmotståndskraftiga barn".
Barn som klarat sig exceptionellt bra, trots att de vuxit upp med psykiskt sjuka föräldrar, har ofta haft någon vuxen utanför familjen som engagerat sig i barnet och kunnat hjälpa det.
Ordet myntades av journalisten och författaren Ami Lönnroth i samband med hennes kolumner i Svenska Dagbladet och hennes bok Maskrosbarn 1987.
På engelska förekommer begreppet "Dandelion Kids", vilket tros härstamma från det svenska uttrycket.